# Сиврилер (вилает Лозенград)
Сиврилер (на турски: Sivriler) е село в околия Малък Самоков, вилает Лозенград (Къркларели), Турция. Според оценки на Статистическия институт на Турция през 2018 г. населението на селото е 509 души.

## География
Селото се намира в историко–географската област Източна Тракия, на 13 км от Малък Самоков.